# أليسا بوسكونوفيتش
أليسا بوسكونوفيتش (باليابانية: アリサ・ボスコノビッチ، بالروماجي: Arisa Bosukonobitchi). أليسا بالكامل ذات أعضاء آلية وتستعمل كثيراً من هجماتها صاروخ ظهر قابل للطي يشبه الأجنحة من ظهرها وتطلق الصواريخ من قدميها. وتستطيع أليسا أيضاً استخراج منشار من ذراعيها وأعضاء جسدها قادرة على الانفصال، وتنمو فورياً مرة أخرى فيما يبدو وكأنه تجديد بمساعدة الجسيمات النانوية. جميع أجزاء جسمها تبدو على أنها غير حرجة (لاتؤثر بشكل كبير). بعض هجماتها تشتمل على أن تزيل رأسها كسلاح أو حتى انفجار موقت بدون آثار مَرَضية، ويمكن أن تتمزق ذراعاها من قبل الخصم أو تستخدمهما كصواريخ. أليسا ذات شعر وردي وعينين خضراوين، وتتحدث بأسلوب مؤدب جداً. صنعت أليسا لحماية جين كازاما وتخدمه خلال سفره. المطور والمخرج التنفيذي لتيكن 6، كاتسوهيرو هارادا، وصفها بأنها «آلية صنعت بصورة ابنة الدكتور بوسكونوفيتش».
وضعت أليسا في دور البطولة صيغة حملة السيناريو للعبة وحدة التحكم فقط من تيكن 6. بعد تنشيطها بعد غارة فاشلة على مختبر ميشيما زايباتسو، انضمت أليسا إلى لارس ألكسندرسون في مطاردته لذكرياته المفقودة (التي تحدث كنتيجة للأحداث في المختبر). يُتحكم بها آلياً في هذه الصيغة (إلا اختار اللاعب أليسا نفسها ليتحكم بها، حيث يصير لارس من يُتحكم به آلياً). تساعد أليسا لارس (أو من يختاره اللاعب في حملة السيناريو) في مواجهة موجات الأعداء وهي ذات ذكاء صناعي يكبر مع تقدم اللاعب في المعركة. في النهاية، يتضح أنها أندرويد صنعت لخدمت جين كازاما، التي كانت بمثابة وسيلة لجين لمراقبة ما حدث ويحدث في العالم بأسره. أمرت من قبل جين بتعطيل أسلوب الأمن (مشتملاً على شخصيتها وإعاقة برمجة سلوكها) ومهاجمة لارس. بعد معركة مسدودة مع لارس، تذهب أليسا إلى الصحراء للانضمام إلى جين. عندما يصل لارس، تقوم أليسا بمهاجمة لارس لكن هذه المرة تسبب ذلك بهزيمتها وإيقاف تشغيلها. قام لارس بإنقاذ جسدها وأخذها إلى شركة للآليات (مملوكة للي تشاولان) حيث يمكن إعادة إنعاشها.
ظهرت أليسا أيضاً في فيلم 2011 تيكن: بلد فنجنس كتلميذة في مدرسة كيوتو الدولية وصادقت لينغ شاويو بدون علم شاويو بأن أليسا آلية وتعمل تحت أوامر جين للعثور على شين كاميا مثل لينغ شاويو التي أجبرت على القيام بنفس الأمر من قبل آنا ويليامز. بعد أن أنقذتها لينغ من هجوم كميني من قبل آنا، انضمت أليسا إلى شاويو في البحث عن الحقيقة اختبارات خلية-M على شين. اتضح فيما بعد أن لديها مشاعر تجاه شين وبدأت بتطوير إحساس بالإنسانية حيث أنها ترددت في كثير من الأحيان حتى في ظل الأوامر العادية الملقاة على عاتقها وشغفها بصداقتها مع لينغ. خلال المعركة الأخيرة بين هيهاتشي وديفل جين، ضحت أليسا المصابة بشدة بنفسها بإلهاء هيهاتشي بانفجار مما ساعد جين على هزيمته. في النهاية، عكس جين وضع الاستعداد وفي نهاية الفيلم ظهرت أليسا مستعادة بالكامل وتناقشت كيف أنها هي وشاويو شاركتا في بطولة تيكن.

## وصلات خارجية
- تيكن ويكي
- تيكنبيديا الإنجليزية